# Сара Джезебель Дева
Сара Джезебель Дева (Sarah Jane Ferridge),25 лютого 1977 року,Форест-Гейт, Велика Британія) - англійська вокалістка, відома за сценічним імені Sarah Jezebel Deva, колишня вокалістка Therion, бек-вокалістка Cradle of Filth, а також вокалістка і автор лірики у своєму власному гурті Angtoria.

## Біографія
Сара Джезебель Дева народилась 25 лютого 1977 року в Форест-Гейт, Велика Британія. У неї було неспокійне і бурхливе дитинство в багатодітній родині. У дев'ятирічному віці вона залишила дім. На шлях музики дівчину спрямував хрещений батько. У 1996 році Vempire або Dark Faerytales з'явилися у Phallustein, у ньому брала участь Дева. Відтоді вона була представлена на кожному релізі гурту. У 1998 році дівчина співала у другому альбомі Nexus Polaris з супергуртом Covenant. Також у 1998 році вона співала альт і сопрано в альбомі Therion Vovin. Сара Джезебель Дева взяла на себе всі голосові частини альбомів Mortiis Secrets of My Kingdom і The Shull of Rain з 2001 року, а 2002 The Smell of Rain вона також була представлена як альт та сопрано.
Live In Midgård того ж року - останній випуск Therion, в якому вона брала участь. У 2006 році вийшов останній альбом Mortiis The Stargate, знову за участю Сара Джезебель Дева. У 2002 році вона заснувала симфонічний металевий гурт Angtoria, у 2006 році було випущено дебютний альбом «Бог має план для нас усіх».

## Кар'єра
Кар'єра Деви розпочалася у віці одинадцяти років у театрі королеви, Хорнчерч, Ессекс. То був її перший виступ у прямому ефірі, вона виступала ще один раз там у тринадцять років. Дева писала власні тексти пісень, а згодом записала демонстрацію на 8-трековій платівці свого друга. Її перший гурт назвали Mad Dog, панк-гурт, в якому вона була співвокалісткою. З гуртом вона зробила лише одне шоу в Tunbridge Wells, Кент, підтримуючи легендарний панк-гурт 999.
У 2009 році Дева розпочала свій одноосібний сольний проект з Кеном Ньюменом та підписала угоду з невеликою британською звукозаписною компанією. 15 січня 2010 року вийшов її перший сольний альбом «Знак піднесеності». Через рік її другий альбом «Корупція милосердя» вийшов 27 червня в Європі та 13 вересня у США та Канаді. Також було зроблено музичне відео для їхнього першого синглу - The World Won’t Hold Your Hand. Після європейського турне у Великій Британії відбувся виступ на фестивалі Femme Metal.
Згодом Deva покинула звукозаписну компанію і працювала з Даном Абелою, музикантом і продюсером. Разом вони написали «Корупцію милосердя».
Виступи також включають твори з її неактивного гурту Angtoria.

## Дискографія
Сольна кар'єра
- A Sign of Sublime (2010)
- The Corruption of Mercy (2011)
- Malediction (EP) (2012)

Mad Dog
- Howling at the Moon (1993)

Cradle of Filth
- V Empire or Dark Faerytales in Phallustein (1996)
- Dusk... and Her Embrace (1996)
- Cruelty and the Beast (1998)
- From the Cradle to Enslave (1999)
- Midian (2000)
- Bitter Suites to Succubi (2001)
- Heavy, Left-Handed and Candid (2001)
- Lovecraft & Witch Hearts (2002)
- Live Bait for the Dead (2002)
- Damnation and a Day (2003)
- Nymphetamine (2004)
- Peace Through Superior Firepower (2005)
- Thornography (2006)
- Godspeed on the Devil's Thunder (2008)
- Midnight in the Labyrinth (2012)

Creation's Tears
- Methods to End It All (2010)

The Kovenant
- Nexus Polaris (1998)

Tulus
- Mysterion (1997)

Therion
- Vovin (1998)
- Crowning of Atlantis (1999)
- Live in Midgård (2002)
- Celebrators of Becoming (2006)

Graveworm
- Underneath the Crescent Moon (1998)

Mortiis
- The Stargate (1998)
- The Smell of Rain (2001)

Mystic Circle
- Infernal Satanic Verses (1999)

The Gathering (band)|The Gathering
- Black Light District (2002)

Mendeed
- From Shadows Came Darkness (2004)

Angtoria (2006)
Trigger the Bloodshed
- Purgation (2008)

Hecate Enthroned
- Virulent Rapture (2013)

Різні виконавці
- Emerald / A Tribute to the Wild One (Thin Lizzy tribute) (2003) ("Southbound" with Therion)
- The Lotus Eaters (Dead Can Dance tribute) (2004) ("The Wind That Shakes the Barley")